# Pr
pr es un comando en sistemas Unix y Unix-like que se utiliza para paginar o columnar archivos para su impresión, es decir formatea los ficheros de texto de manera adecuada para su impresión.
Este programa tiene un amplio número de opciones para este propósito.
Es un programa necesario en un entorno compatible con POSIX y por ello está implementado en los sistemas compatibles total o parcialmente con POSIX.